# Meximia perfusa
Meximia perfusa är en skalbaggsart som beskrevs av Francis Polkinghorne Pascoe 1865. Meximia perfusa ingår i släktet Meximia och familjen långhorningar. Inga underarter finns listade i Catalogue of Life.